# Nalagarh
Nalagarh è una città dell'India di 9.433 abitanti, situata nel distretto di Solan, nello stato federato dell'Himachal Pradesh. In base al numero di abitanti la città rientra nella classe V (da 5.000 a 9.999 persone).

## Geografia fisica
La città è situata a 31° 3' 0 N e 76° 43' 0 E e ha un'altitudine di 371 m s.l.m..

## Società

### Evoluzione demografica
Al censimento del 2001 la popolazione di Nalagarh assommava a 9.433 persone, delle quali 5.074 maschi e 4.359 femmine. I bambini di età inferiore o uguale ai sei anni assommavano a 1.150, dei quali 620 maschi e 530 femmine. Infine, coloro che erano in grado di saper almeno leggere e scrivere erano 7.165, dei quali 4.034 maschi e 3.131 femmine.